# Ukru pagasts
Ukru pagasts er en territorial enhed i Auces novads i Letland. Pagasten etableredes i 1921, havde 471 indbyggere i 2010 og omfatter et areal på 94,52 kvadratkilometer. Hovedbyen i pagasten er Ukri.